# In The Wee Small Hours
In the Wee Small Hours (укр. В короткі години перед сходом сонця) — альбом Френка Сінатри 1955 року.
Альбом зайняв 100 місце в списку «Список 500 найкращих альбомів усіх часів за версією журналу Rolling Stone».
Журнал Time у 2007 році заніс його до списку Ста найкращих альбомів усіх часів.

## Історія
На початку п'ятдесятих справи у Френка Сінатри йшли не дуже добре, тому пропозиція Алана Лівінгстона, великого шанувальника Сінатри, а заодно віце-президента A & R (департамент, який займається пошуком талантів і просуванням музикантів) звукозаписної компанії Capitol Records, надійшла вчасно. 14 березня  1953, попри протести колег, Лівінгстон підписав семирічну угоду із Сінатрою. « Оскар» за фільм « Відтепер і на віки віків», отриманий Сінатрою в тому ж році, довів далекоглядність Лівінгстона. Альбоми  1954 «Songs For Young Lovers» і «Swing Easy!» Так само були успішні. Вони стали початком спільної роботи з молодим аранжувальником Нельсоном Ріддлом.
Альбом був записаний незабаром після розриву Сінатри зі своєю дружиною  Авою Гарднер, що наклало свій відбиток на настрій альбому. Образ легкого, безжурного, саркастичного хлопця змінився на образ самотнього чоловіка. Аранжування Редла делікатно підкреслило меланхолійний настрій альбому. Цю платівку можна вважати першою, де союз відбувся Рідла і Сінатри по-справжньому.
Альбом спочатку вийшов як два 10 дюймових вінілових диска, але згодом — на одному 12 дюймовому.

## Список композицій

### Перша сторона
1. «In the Wee Small Hours of the Morning»  (3:00)
2. «Mood Indigo» (3:30)
3. «Glad to Be Unhappy»   (2:35)
4. «I Get Along Without You Very Well (Except Sometimes)» (3:42)
5. «Deep in a Dream» (2:49)
6. «I See Your Face Before Me» (3:24)
7. «Can't We Be Friends?» (2:48)
8. «When Your Lover Has Gone» (3:10)

### Друга сторона
1. «What Is This Thing Called Love?» (2:35)
2. «Last Night When We Were Young» (3:17)
3. «I'll Be Around» (2:59)
4. «Ill Wind» (3:46)
5. «It Never Entered My Mind» (2:42)
6. «Dancing on the Ceiling»  (2:57)
7. «I'll Never Be the Same» (3:05)
8. «This Love of Mine» (3:33)